# Rocha (grusza)
Grusza 'Pêra Rocha do Oeste' – odmiana uprawna (kultywar) gruszy.
Odmiana produkowana jest wyłącznie w Portugalii, będąc najważniejszym owocem eksportowym tego kraju. Sady zlokalizowane są na ograniczonym obszarze około 100 km², co wynika z posiadanego przez owoc statusu Chronionej Nazwy Pochodzenia, nadanego przez Unię Europejską w 2003. Sady tej odmiany można zakładać tylko w rejonie Oeste, co znajduje odzwierciedlenie w pełnej nazwie kultywaru. Siewka gruszy Rocha została odnaleziona przypadkowo w 1836 przez rolnika i handlarza końmi Pedro António Rocha w okolicach Sintry. Komercyjne sady Rocha zaczęły się intensywnie rozwijać w latach 70. i 80. XX wieku. Produkcja znacząco zaś wzrosła w latach 90. XX wieku, czemu pomogła stworzona wtedy kampania marketingowa, przy jednoczesnym niedoborze gruszki odczuwanym w tym sezonie w Europie. Osiągnęła wówczas poziom około 200 tysięcy ton rocznie i tę wartość utrzymuje do dziś, przy czym rekord padł w 2011, kiedy to zebrano 225 tysięcy ton owoców. W 2014 ponad sto tysięcy ton przeznaczono na eksport. W 2015 część sadów zaatakował grzyb Stemphylium vesicarium. Największym odbiorcą gruszek tej odmiany jest Brazylia (około 45% eksportu). Kolejne kraje przyjmujące te owoce to: Wielka Brytania, Niemcy, Francja, Hiszpania, Holandia, Irlandia, Kanada i Polska. 
Owoce mają średnicę 55–75 mm i beczułkowaty kształt. Skórka jest żółtozielona, przy szypułce ordzawiona. Miąższ kremowobiały, ziarnisty i soczysty, ale jednocześnie kruchy. Owoce mocno dojrzałe są miękkie. Gruszki Rocha można przechowywać w odpowiednich warunkach do dziewięciu miesięcy.